# Nick Zano
Nicholas Zano dit Nick Zano est un acteur et producteur américain né le 8 mars 1978 à Nutley dans le New Jersey.

## Biographie
Il a fait ses débuts au cinéma en 2002 dans le film de Steven Spielberg nommé aux Oscars Arrête-moi si tu peux. Il est apparu dans trois films radicalement différents en 2008 : Le Chihuahua de Beverly Hills, la comédie College et le thriller horrifique Joy Ride 2: Dead Ahead. Parmi ses précédents films figurent la comédie romantique My Sexiest Year et la comédie familiale Fat Albert en 2004. À la télévision, il incarne, depuis 2016, le personnage de Nathaniel "Nate" Heywood alias Citizen Steel dans la série de super-héros DC : Legends of Tomorrow.

## Vie privée
Il a été en couple avec l'actrice et chanteuse Haylie Duff de décembre 2007 à novembre 2011. Il a également été le compagnon de l'actrice Kat Dennings de décembre 2011 à juin 2014. Il est en couple avec Leah Renee Cudmore (en) avec qui il a eu un garçon. En 2018 il a eu également une fille.

## Filmographie

### Films
- 2002 : Arrête-moi si tu peux (Catch Me If You Can) de Steven Spielberg : James
- 2004 : Le Gros Albert (Fat Albert) de Joel Zwick : le vendeur de caméras
- 2007 : My Sexiest Year de Howard Himelstein : Pierce
- 2008 : College de Deb Hagan : Teague 7
- 2008 : Le Chihuahua de Beverly Hills (Beverly Hills Chihuahua) de Raja Gosnell : Bryan
- 2008 : Une virée en enfer 2 (Joy Ride 2: Dead Ahead) de Louis Morneau : Bobby
- 2009 : Destination finale 4 (The Final Destination) de David Richard Ellis : Hunt Wynorski
- 2011 : Au cœur de l'amour (Scents and Sensibility) de Brian Brough (de) : Brandon Hurst
- 2012 : 10 ans déjà ! (Ten Years) de Jamie Linden : Nick Vanillo a
- 2013 : Lost Luck de ??? : James

### Télévision

#### Téléfilms
- 2003 : Sweet Potato Queens de ??? : un figurant
- 2005 : Dans ses rêves (Everything You Want) de Ryan Little : Quinn Andrews
- 2008 : Ernesto de Marc Buckland (en) : Boden
- 2009 : Vista Mar, hôpital militaire (Operating Instructions) de Andy Tennant : Luke Taylor
- 2011 : Sous le charme du Père Noël (en) (Desperately Seeking Santa) de Craig Pryce : David Morretti
- 2012 : Prairie Dogs de Jackie et Jeff Filgo (en) : Guy
- 2018 : Suit Up : Nathaniel Heywood / Citizen Steel (court-métrage)
- 2020 : Nate AD : Nathaniel Heywood / Citizen Steel (court-métrage)

#### Séries télévisées
- 2003 - 2006 : Ce que j'aime chez toi (What I Like About You) : Vince (rôle récurrent, 54 épisodes[2])
- 2005 : Les Frères Scott (One Tree Hill) : lui-même (saison 2, épisode 16[3])
- 2007 : Sept à la maison (7th Heaven) : Dr Jonathan Sanderson (3 épisodes[4] - saison 11, épisodes 15, 17 et 20)
- 2009 : Cougar Town : Josh (5 épisodes[5])
- 2010 : Melrose Place : Nouvelle Génération (Melrose Place) : Drew Pragin (5 épisodes[6])
- 2010 - 2011 : La Vie secrète d'une ado ordinaire (The Secret Life of the American Teenager) : Dr Miller (2 épisodes[7] - saison 3, épisodes 12 et 26)
- 2011 : Diva de l'au-delà (Drop Dead Diva) : Tim Kline (saison 3, épisode 1)
- 2011 - 2012 : 2 filles fauchées (2 Broke Girls) : Johnny (rôle récurrent, 9 épisodes[8])
- 2012 : 90210 Beverly Hills : Nouvelle Génération (90210) : Preston Hillingsbrook (6 épisodes[9])
- 2012 - 2013 : Happy Endings : Pete (rôle récurrent, 8 épisodes[10])
- 2014 : Mom : David (2 épisodes[11] - saison 1, épisodes 16 et 17)
- 2014 : Amours : mode d'emploi (Friends with Better Lives) : Handy Randy (saison 1, épisode 4)
- 2015 : One Big Happy : Luke (rôle principal, 6 épisodes[12])
- 2015 : Minority Report : Arthur (rôle principal, 10 épisodes[13])
- depuis 2016 : DC: Legends of Tomorrow : Nathaniel Heywood / Citizen Steel (principal à partir de la saison 2)
- 2016 : Arrow : Nathaniel Heywood (saison 5, épisode 8)
- 2023 : Chargés à bloc (Obliterated) : Chad Magnight (rôle principal, 8 épisodes[14])

### Émission de télévision
- 2006 : Why Can't I Be You? : lui-même / animateur - également producteur de l'émission[15]

## Voix françaises
En France, Luc Boulad et Yoann Sover sont les voix françaises régulières de Nick Zano. Stéphane Pouplard l'a également doublé à deux occasions. 